# 潘巴中間真條鰍
潘巴中間真條鰍（學名：Mesonoemacheilus pambarensis）為輻鰭魚綱鯉形目條鰍科中間真條鰍屬的其中一種，被IUCN列為易危保育類動物，分布於亞洲印度喀拉拉邦伊杜基區淡水流域，棲息在河川底層水域，生活習性不明。

## 扩展阅读
維基物種上的相關：潘巴中間真條鰍